# 心眼 (落語)
『心眼』（しんがん）は落語の演目。視覚障害者が視力を得る、という顛末を夢落ちを交えて描く。
本演目の代表的な演者として知られた8代目桂文楽の口上によると、三遊亭圓朝が、盲人だった実弟の三遊亭圓丸の実体験をもとに制作したとされる。当初のサゲはあっさりしたものだったとされるが、桂文楽によって、現在知られるサゲに改作された。
特にサゲのセリフが有名な作品だが、「盲（めくら）」という差別用語や、盲人を間接的・直接的に差別するシーンが描かれることから、テレビで上演されることは少ない。

## あらすじ
中年から目が不自由になった人は、目が見える夢をよく見るという。また、「心眼」といって、まるで目が見えているように道を歩き、逆に「目開きは不自由でいけねぇ」などと語る盲人もいる、などの枕から入る。
時代は明治の中頃、流しの按摩をしている盲人の梅喜。浅草馬道の自宅から横浜まで営業に行き、不景気で仕事もなかったので早めに帰って来たと語るが、顔色が悪いのを見て女房のお竹が事情を察する。「お前さん、金さんと諍いをしたね？」
そう優しく語られた梅喜は突然号泣する。実は家に飯代を持って帰るために弟の金公に借金を頼みに行ったところ、「ド盲食いつぶしに来やがった」「ド盲！ド盲！」と罵られ、あまりの悔しさに茅場町の薬師様に信心して片方の目でも直してもらうつもりで、横浜から歩いて帰って来たという。
その日は女房になだめられて床に就いた梅喜は、翌日から薬師様に21日の日参。ようやく満願の日、お堂の上で会った上総屋の旦那に言われて自分の目が開いていることに気付く。
人力車や姿見など、梅喜の子供の時分にはなかった明治の物を見て喜ぶ梅喜。梅喜は上総屋に、お竹が「人三化け七」よりもひどい「人無し化け十」の不器量であることを教えられて落胆するが、一方で、梅喜自身は「役者にもない」というくらいのいい男であり、「芸者の小春も梅喜のことを惚れている」と聞いて喜ぶ。
そうこうするうちに上総屋はいなくなり、東京で指折りの美人という芸者の小春が現れる。小春は梅喜の目が開いたことを喜び、待合茶屋で梅喜に御馳走するという。待合で小春から告白された梅喜は、お竹と別れて小春を女房にすると宣言。それを聞いたお竹は激怒、梅喜の前に突然現れて首を絞め…
梅喜はお竹に起こされて目が覚める。全ては夢であった。梅喜はこうつぶやく。「俺はもう信心はやめだ」
「盲てなあ、妙なものだねぇ。寝ているうちだけ、よーく見える」

## 視角障害者に対する描写
梅喜を「ド盲」と罵る実弟の金公の他、「目が不自由でなければ梅喜と一緒になる」などと語る芸者の小春など、梅喜に惚れているとされる人物ですら婉曲的に盲人を差別する一方で、献身的に梅喜をサポートする妻のお竹の優しさが描かれる。さらに、そのようなお竹の心情が見えずに目が見えるようになったら不器量なお竹と別れて美人の小春と一緒になろうとする梅喜自身の浅ましさも描かれており、それらを夢で見て気づかされた梅喜の心情がラストの一言に表現される。
朝日名人会（主催・朝日新聞社、有楽町朝日ホール、協賛：ソニー・ミュージックダイレクト）では、噺に出てくる用語が理由でこの噺を演じることができなかったと柳家権太楼 (3代目)が自身の体験を語っている。また、権太楼がこの噺を演じているところを大森克己が撮影した写真集が発行されている。
2021年9月26日放送のNHK『日本の話芸』にて林家正蔵 (9代目)により披露され、この放送では「盲（めくら）」という差別言葉は使わずに「盲人」と言い換えられた。

## 題材について
「茅場町の薬師様」とは、現在の東京都中央区日本橋茅場町にある鎧島山・智泉院のこと。本尊であった薬師如来像は、智泉院の前にあった山王御旅所（現在の日枝神社日本橋摂社）に安置されていたが、廃仏毀釈によって、現在は神奈川県川崎市宮前区の等覚院に安置されている。